# Bill & Melinda Gates Foundation

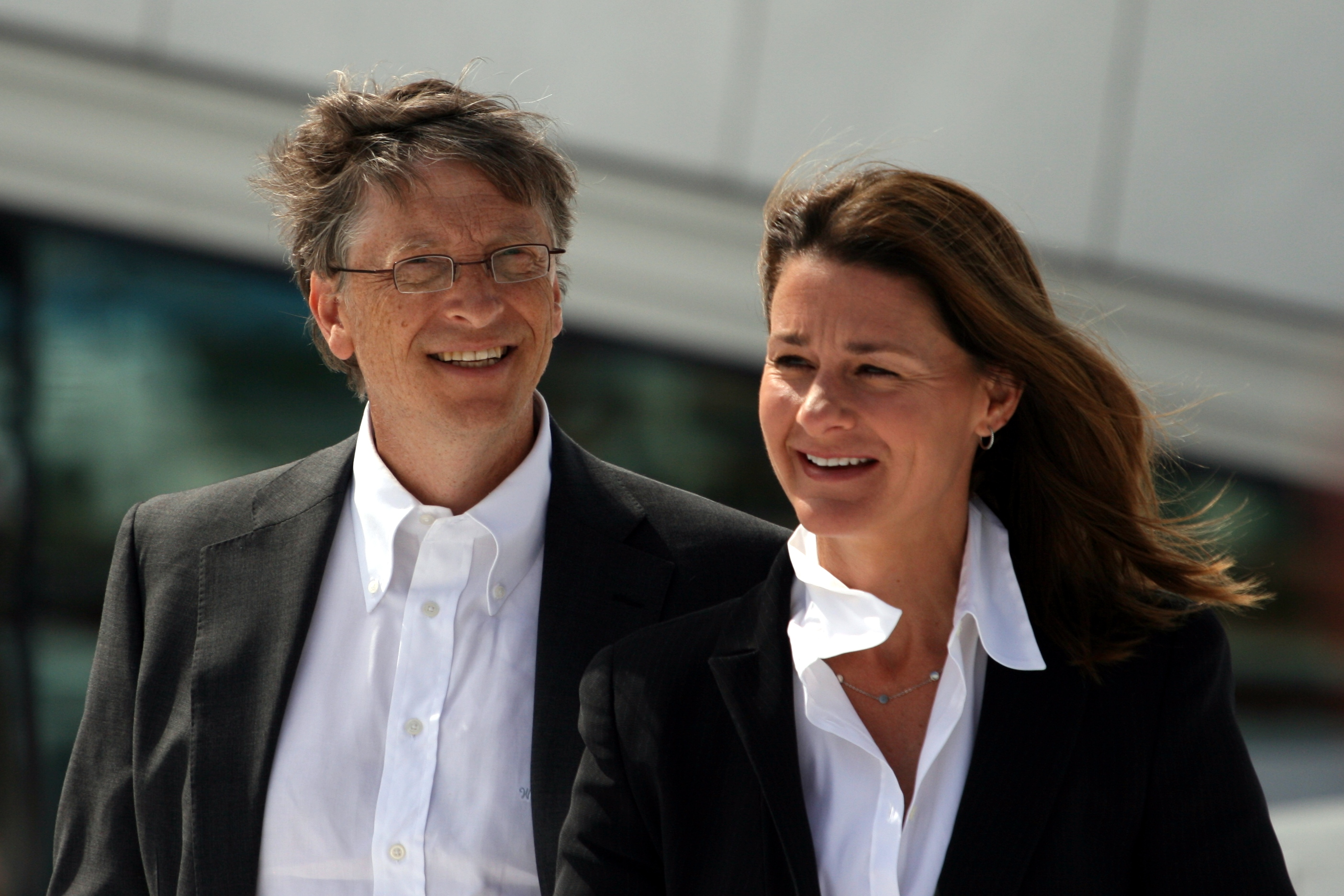
Bill en Melinda Gates, 2009

De Bill & Melinda Gates Foundation (BMGF), ook bekend als de Gates Foundation, is de grootste transparant opererende particuliere stichting ter wereld. Bill Gates, mede-oprichter van de firma Microsoft, had in 1994 eerst een stichting met de naam William H. Gates Foundation in het leven geroepen, die door zijn vader werd geleid. In 1999 ontstond daaruit de Bill & Melinda Gates Foundation.
De hoofddoelen van de stichting zijn de gezondheidszorg van de wereldbevolking verbeteren en extreme armoede terugdringen, en de onderwijsmogelijkheden en toegang tot informatietechnologie in de Verenigde Staten uitbreiden. De stichting, die zijn hoofdkantoor in Seattle heeft, wordt geleid door Bill en Melinda Gates en Warren Buffett. Andere belangrijke functionarissen zijn vicevoorzitter William H. Gates sr. en CEO Susan Desmond-Hellmann.
De stichting had op 31 december 2014 een kapitaal van 44,3 miljard Amerikaanse dollar. De schaal van de stichting en de manier waarop zakelijke methoden worden toegepast op geven, maken haar een van de leidende filantropische instellingen, hoewel de stichting zelf aangeeft dat de filantropische rol beperkingen heeft. In 2007 waren de oprichters de op-een-na vrijgevigste filantroop in Amerika, en Warren Buffett de meest vrijgevige. Per 13 maart 2020 had Bill Gates 30 miljard dollar aan de stichting geschonken. Sinds de oprichting heeft de stichting een breed scala aan projecten op sociaal, gezondheids- en educatief gebied gesteund, waaronder de oprichting van de Gates Cambridge Scholarships aan de Universiteit van Cambridge.

## Geschiedenis
In 1997 werd de stichting opgericht onder de naam William H. Gates Foundation. In de daaropvolgende jaren namen de financieringen toe tot 2 miljard dollar. Op 15 juni 2006 kondigde Gates aan dat hij zich met ingang van 31 juli 2008 zou terugtrekken uit de dagelijkse leiding van Microsoft, opdat hij meer tijd zou krijgen voor de stichting. In maart 2020 vertrok hij om dezelfde reden ook uit de raad van bestuur.
In 2005 werden Bill en Melinda Gates, samen met de artiest Bono, door Time uitgeroepen tot Persons of the Year 2005 voor hun liefdadigheidswerk. In het geval van Bill en Melinda Gates was dit gebaseerd op het werk van de Bill & Melinda Gates Foundation. In dat jaar kickstartte de Gates Foundation het Amerikaans-Braziliaanse Amyris, waardoor 120 miljoen behandelingen van malaria gratis ter beschikking van OneWorld Health kwamen.
Op 5 april 2020 werd bekendgemaakt dat de Bill & Melinda Gates Foundation miljarden dollars beschikbaar stelt voor de ontwikkeling van vaccins om het nieuwe coronavirus te bestrijden.

## Kritiek
Critici stellen dat de filantropische aanpak niet erg democratisch is. Rijke filantropen kunnen onevenredig veel invloed uitoefenen op beleidskeuzes van met name armere landen. Daarnaast zou er mogelijk sprake zijn van belangenverstrengeling.